# Grizzlies du Montana
Les Grizzlies du Montana (en anglais : Montana Grizzlies) sont un club omnisports universitaire de l'université du Montana dans le Montana. Les équipes des Grizzlies participent aux compétitions universitaires organisées par la National Collegiate Athletic Association. Montana fait partie de la Big Sky Conference.